# Balàfia (partida)
Balàfia és una partida de l'Horta de Lleida, de Lleida. L'origen del seu nom cal trobar-lo en la Torre Balàfia, antiga granja medieval avui desapareguda. Aquesta torre va prendre el nom de la clamor sarraïna Abolàfia (Wad-el-afia en àrab, traduït «la senyora blanca»), aquesta clamor de fet és l'actual riu Noguerola. La ciutat de Lleida, en la seva expansió cap al nord, ha anat guanyant terreny a la partida i va convertir la seva part sud en barri de la ciutat. Zona d'economia bàsicament agrícola, arbres fruiters sobretot, evoluciona cap a una economia més de serveis gràcies a limitar amb la ciutat de Lleida. Cal destacar-hi la presència d'un històric club de natació i tennis lleidatà. Balàfia disposa de transport públic municipal, línies L8 Balàfia - Gualda i L17 Bordeta - Ciutat Jardí.
Limita amb les següents partides i barris de Lleida:
- Al nord amb la partida de Montcada.
- Al nord-est amb la partida de Marimunt.
- A l'est amb la partida de La Cort.
- Al sud amb el barri de Balàfia.
- Al sud-oest amb la partida de Bovà.
- A l'oest amb la partida de Boixadors.